# Dieter Brümmerhoff
Dieter Rolf Brümmerhoff (* 25. Mai 1942 in Berlin; † 3. April 2022 in Essen) war ein deutscher Wirtschaftswissenschaftler und Hochschullehrer.

## Leben
Dieter Brümmerhoff studierte nach dem Abitur in Berlin von 1961 bis 1966 Volkswirtschaftslehre an der FU Berlin. Anschließend bis 1970 war er Wissenschaftlicher Mitarbeiter am Institut für Finanzen, Steuern und Sozialpolitik an der FU Berlin. 1970 erfolgte mit der Arbeit Zur Problematik wertbeständiger Anleihen die Promotion zum Dr. rer. pol.
Nach der Promotion war Brümmerhoff von 1970 bis 1971 als Postdoctoral Research Fellow an der Yale University tätig, bevor er 1971 eine Stellung als Assistenzprofessor am Fachbereich Wirtschaftswissenschaften der FU Berlin antrat. Dort erfolgte 1975 die Habilitation mit der Arbeit Zur Beeinflussung der Verteilung der Jahres- und der Lebenseinkommen durch die Finanzpolitik.
1977 nahm Brümmerhoff einen Ruf auf die Professur für Volkswirtschaftslehre und Finanzwissenschaft an die Universität GH Essen an und folgte 1994 einem Ruf auf den Lehrstuhl für Volkswirtschaftslehre und Finanzwissenschaft an die Universität Rostock, an der er bis zu seiner Emeritierung 2007 lehrte. Er hielt in dieser Zeit jährlich eine Tagung zur Volkswirtschaftlichen Gesamtrechnung ab. Er war seit 1995 Mitglied im Wissenschaftlichen Beirat beim Bundesministerium der Finanzen.

## Forschungsschwerpunkte
Brümmerhoffs Schwerpunkte lagen im Bereich der Finanzwissenschaft, insbesondere Steuerpolitik und Verteilungspolitik. Außerdem beschäftigte er sich mit der Volkswirtschaftlichen Gesamtrechnung.

## Publikationen (Auswahl)
- Finanzwissenschaft. 12. vollständig überarbeitete und erweiterte Auflage, mit Thiess Büttner. De Gruyter/Oldenbourg, München u. a. 2018, ISBN 978-3-11-053075-9.
- Volkswirtschaftliche Gesamtrechnungen. 8. überarbeitete und erweiterte Auflage. Oldenbourg, München u. a. 2007, ISBN 978-3-486-58335-9.
- Zur Beeinflussung der Verteilung der Jahres- und der Lebenseinkommen durch die Finanzpolitik. Mohr, Tübingen 1977. ISBN 3-16-340001-9